# Velika tintnica
Velika tintnica (znanstveno ime Coprinus comatus) je gliva iz rodu tintnic (Coprinus).

## Značilnosti
Velika tintnica je značilna pokončno ovalna goba, ki ima jajčasto stožčast, 5-8 cm visok in 2-4 cm širok klobuk, bolj ali manj bele barve z značilnimi luskami. Le-te so pri mladih primerkih bele, s starostjo pa se rjavo obarvajo, zlasti na vrhu, kjer tvorijo značilen čop. Pri starih primerkih se klobuk na spodnji strani rahlo zvonasto razpre, iz njega pa začne iztekati s trosi nasičena, gosta in črna tekočina. 
Trosovnica velike tintnice je sestavljena iz gostih lističev, ki so sprva bele barve, nato pa se začnejo barvati rožnato ter na koncu postanejo črni. Širjenje trosov poteka preko tekočine, ki kaplja iz klobuka, raznašajo pa jih insekti ter voda. 
Bet velike tintnice doseže od 10 do 25 cm v višino, premer je od 1 - 1,5 cm. Bet je vitek, valjast in votel, proti dnišču nekoliko razširjen in korenasto podaljšan. Barva beta je svilnato bela, blizu dnišča pa se nahaja obroček, ki hitro odpade.
Meso gobe je belo, nežno in mehko, v betu pa vlaknato. Okus je mil in prijeten, brez specifičnega vonja.

## Razširjenost in življenjski prostor
Velika tintnica je razširjena po Evropi in Severni Ameriki, od koder so jo v zadnjem času zanesli tudi v Avstralijo, Novo Zelandijo ter na Islandijo. Najraje raste na bogatih, organsko polnih tleh. Značilno za to vrsto je, da raste v skupinah, najpogosteje pa jo najdemo na travnikih, vrtovih, v parkih ali ob peščenih poteh. Pogosto raste na peščeni podlagi, ki ji je primešano odpadlo razpadajoče listje. Raste od pomladi do pozne jeseni in je zelo pogosta vrsta, ki ni občutljiva na hladno podnebje.

## Mikroskopske značilnosti
Trosi so črni, elipsasti in merijo 11-13 x 6-7 um.
Micelj velike tintnice je sposoben loviti in se prehranjevati z nematodami.

## Podobne vrste
- Prava tintovka (Coprinopsis atramentaria)
- Po mnenju nekaterih avtorjev obstaja jajčasta različica Velike tintnice (Coprinus comatus var. ovatus), ki se od velike tintnice loči po tem, da pri zorenju trosov njeni lističi ne postanejo sprva rožnati, pač pa polagoma sivijo in črnijo.[5]

## Uporabnost
Užitna. Kulinarično spada velika tintnica med odlične gobe, nabiramo pa jo le mlado, dokler so lističi še beli. Odtrgana goba začne zelo hitro propadati, zato jo moramo čim prej porabiti ali pa shraniti na hladno.

## Galerija slik
- Mlada velika tintnica
- Prerez mlade gobe
- Starejši in mladi primerki
- Zrele gobe
- Utekočinjanje lističev
- Trosi